# Ernst Jacob (Rabbiner)
Ernst I. Jacob (anglisiert auch Ernest Jacob; geb. 24. September 1899 in Göttingen; gest. 11. April 1974 in Pittsburgh) war ein deutsch-amerikanischer Rabbiner und Hochschullehrer.

## Leben
Jacob wurde 1899 als Sohn des Rabbiners Benno Jacob und dessen Ehefrau Helene, geb. Stein, geboren. Er besuchte das Städtische Gymnasium in Dortmund und begann nach dem Abitur ein Studium der Rechtswissenschaft in Bonn. Nach nur einem Jahr brach er dieses ab und studierte dann Semitistik an der Hochschule für die Wissenschaft des Judentums in Berlin und am Jüdisch-theologischen Seminar in Breslau. 1921 wurde er mit dem Thema „Die altassyrischen Gesetze und ihr Verhältnis zu den Gesetzen des Pentateuch“ in Breslau zum Dr. phil. promoviert. 1923/24 legte er sein Rabbinerexamen in Breslau ab und begann noch 1924 eine Tätigkeit als Rabbiner an der Synagoge in Saarbrücken. Von 1928 bis 1938 war er Bezirksrabbiner in Augsburg.
Im November 1938 wurde Jacob im KZ Dachau interniert. Nach seiner Entlassung wenige Monate später konnte er 1939 nach England emigrieren. Im Januar 1940 wanderte die Familie dann in die Vereinigten Staaten aus. Zwischen 1941 und 1949 schrieb und versandte er insgesamt 18 Rundbriefe in über 40 Länder an die verstreuten Mitglieder seiner ehemaligen Augsburger Gemeinde. 2007 wurden diese Briefe in Buchform veröffentlicht.
Bis 1945 war Jacob Geistlicher im O’Reilly General Hospital and Medical Center for Federal Prisoners in Springfield/Missouri. Schon 1943 war er Rabbiner der United Hebrew Congregation in Springfield geworden und arbeitete als Professor für Geschichte am Dury College. 1968 erfolgte seine Emeritierung.
Jacobs Sohn Walter wurde ebenfalls ein bedeutender Rabbiner.

## Schriften
Jacob veröffentlichte zahlreiche Artikel in der CV-Zeitung, in Der Israelit, in der Jüdisch-liberalen Zeitung und der Monatsschrift für Geschichte und Wissenschaft des Judentums. Außerdem veröffentlichte er:
- Grundbegriffe des Judentums – kurz gefasst: eine Einführung in die „Israelitische Religionslehre“. Heller, München 1933